# Apios macrantha
Apios macrantha är en ärtväxtart som beskrevs av Daniel Oliver. Apios macrantha ingår i släktet Apios och familjen ärtväxter. Inga underarter finns listade i Catalogue of Life.